# Robotstofzuiger

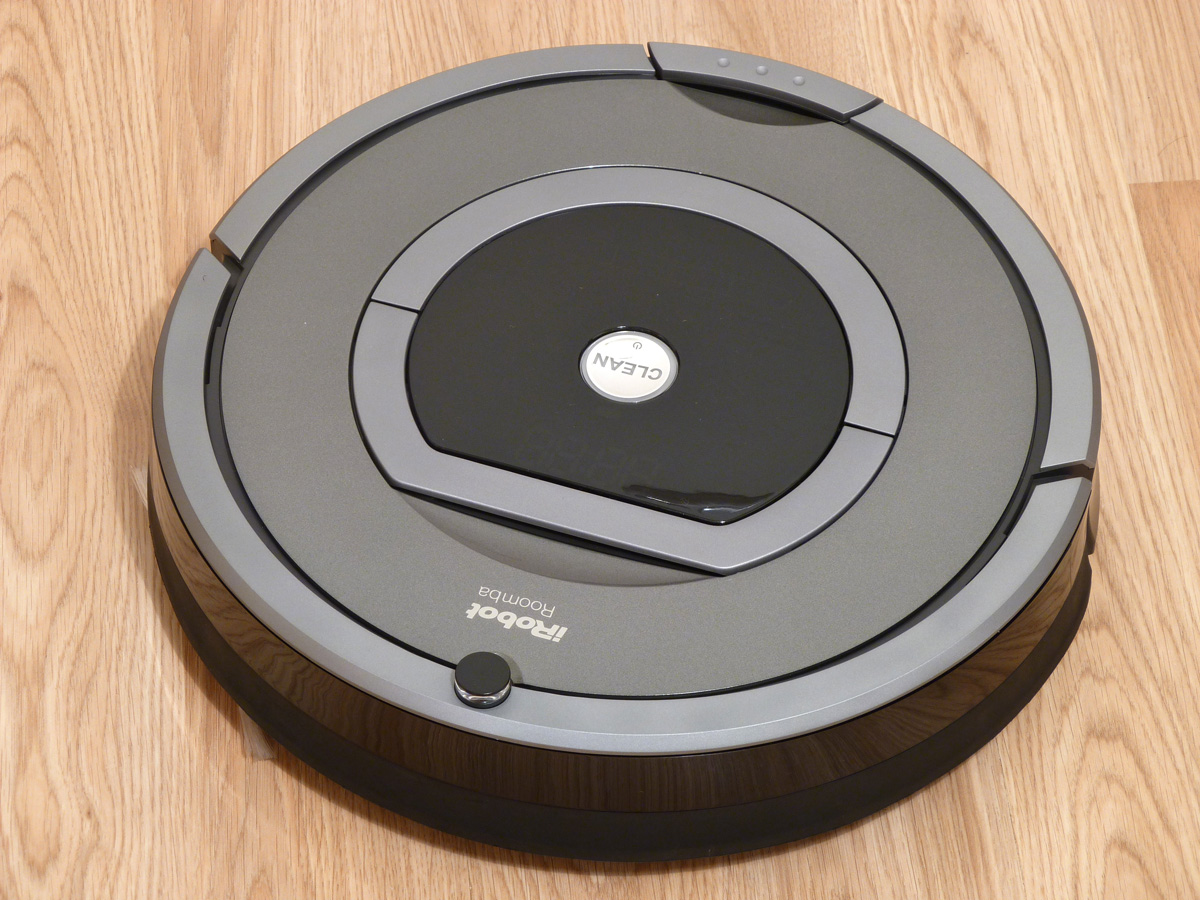
Robotstofzuiger Roomba 780

Een robotstofzuiger is een huisrobot die zelfstandig stof uit een ruimte verwijdert. Sommige typen gebruiken draaiende borstels om tot in smalle hoeken te komen. Andere stofzuigers gebruiken naast het zuigen een combinatie van reinigingsopties (vegen, sterilisatie met uv etc.), waardoor de machine meer wordt dan alleen maar een automatische stofzuiger.

## Geschiedenis
De eerste robotreiniger die in productie genomen werd was de Electrolux Trilobite van de Zweedse producent van elektrische apparaten Electrolux. In 1997 werd een van de eerste versies getoond in het wetenschappelijk programma Tomorrow's World van de BBC.
In 2001 bouwde het Britse bedrijf Dyson een robotstofzuiger onder de naam DC06. Door de hoge prijs echter kwam deze nooit op de markt.
In 2002 lanceerde het Amerikaanse bedrijf iRobot de Roomba. Eerst besloten ze 15.000 exemplaren te maken, maar door het succes werden het er al snel 10.000 meer. Tegen de kerstperiode moest iRobot 50.000 exemplaren produceren om de vraag bij te houden. Na dit succes was de Roomba in veel handelsketens te krijgen.
In de loop der tijd zijn er meer merken op de markt gekomen. Daarnaast zijn er allerlei varianten van robotstofzuigers verschenen. Er zijn exemplaren die zowel kunnen dweilen als stofzuigen en stofzuigers die laserlicht gebruiken in plaats van ultrasoon geluid om zich te oriënteren.

## Plus- en minpunten
Voordelen
1. Kan werken bij afwezigheid van de eigenaar.
2. De meeste modellen komen onder laag meubilair.
3. Kan worden ingesteld om op op gezette tijden te werken.

Nadelen
1. De prijs is hoger dan van een conventionele stofzuiger.
2. De zuigkracht is minder dan van een conventionele stofzuiger.
3. Kan alleen gebruikt worden om de vloer te zuigen.[6]